# Barro Colorado

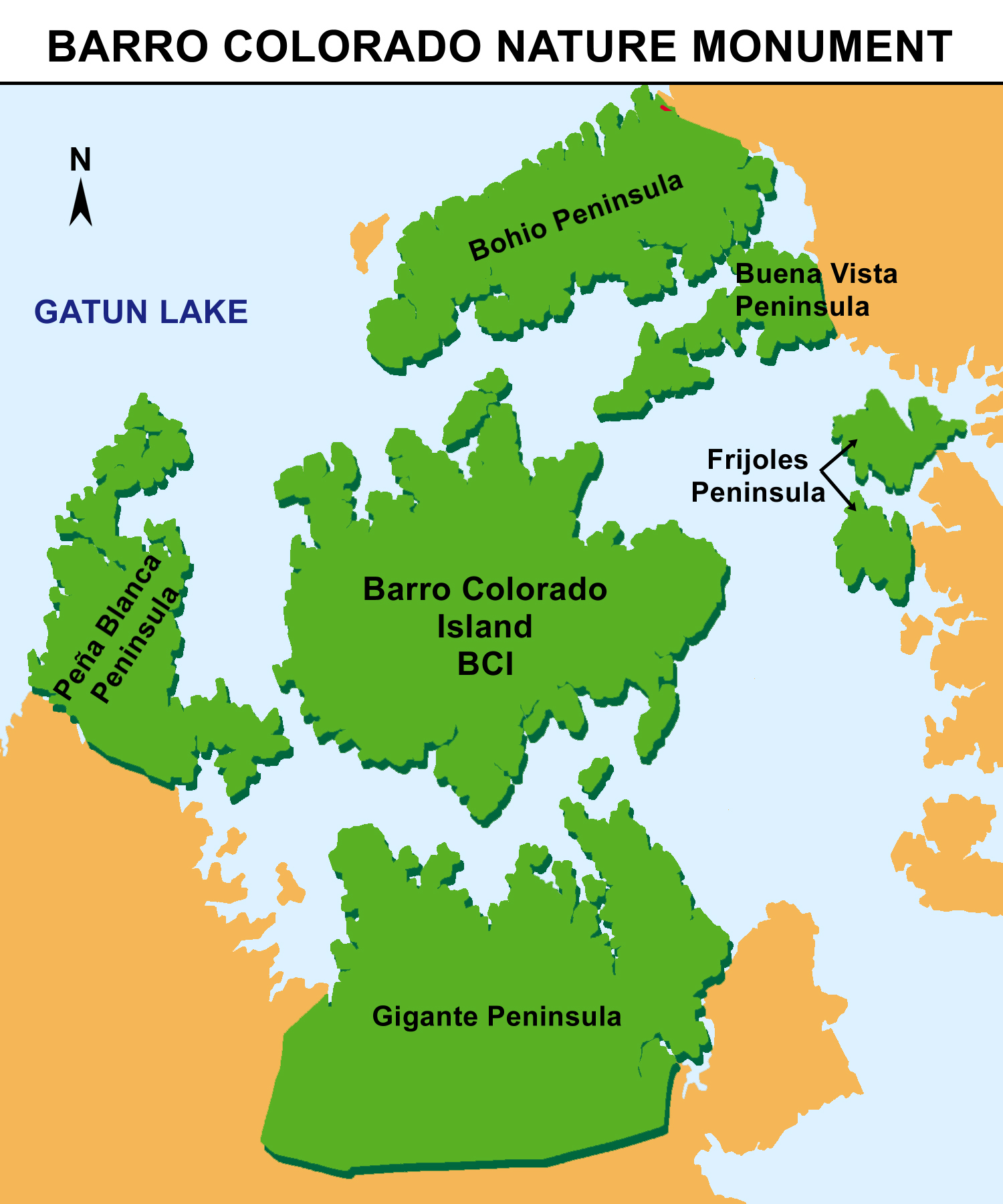
Karte des Barro Colorado Nature Monument

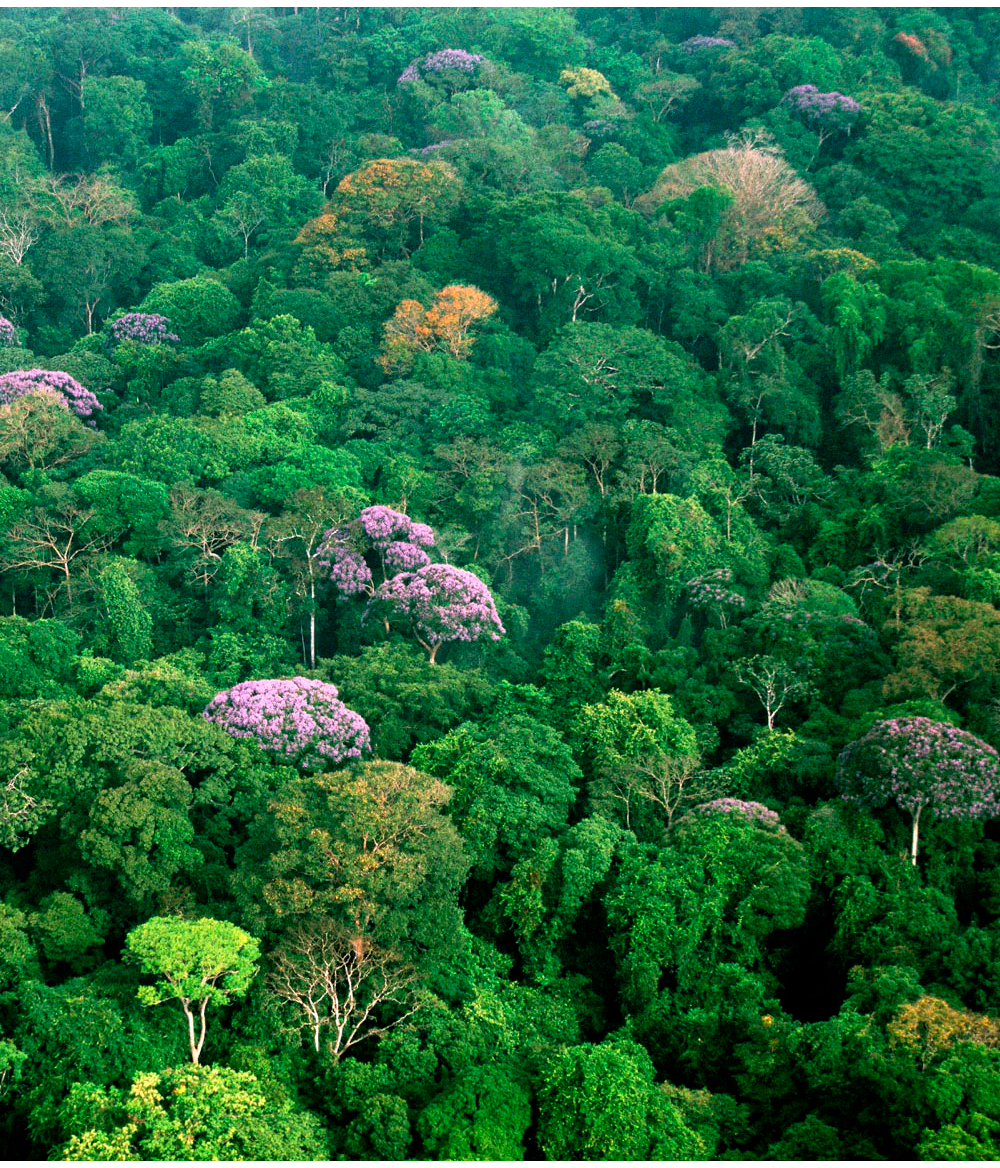
Tropischer Regenwald auf Barro Colorado Island, Panama

Barro Colorado (auch englisch Barro Colorado Island, abgekürzt BCI, spanisch Isla Barro Colorado) ist eine künstliche Insel, entstanden durch die Aufstauung des Panama-Kanals im Jahre 1914. Barro Colorado ist mit 15 km² außerdem die größte Insel im Gatúnsee, der als Teil des Panama-Kanals im zentralen Landesinneren von Panama liegt.
Die Insel ist vollständig von tropischem Regenwald (semi-humid deciduous forest) bedeckt und wird seit 1946 entsprechend bilateraler Verträge von der Smithsonian Institution verwaltet. Von 1923, als die Insel zu einem biologischen Reservat ernannt wurde, bis 1946 wurde Barro Colorado von der National Academy of Sciences verwaltet. Mittlerweile gilt Barro Colorado als das besterforschte tropische Ökosystem weltweit.
Barro Colorado ist als Naturdenkmal geschützt. Die Insel beherbergt lediglich einen Polizeiposten und eine Forschungsstation des Smithsonian Tropical Research Institute (STRI), auf der über das Jahr verteilt rund 200 internationale Wissenschaftler arbeiten.

## Geografie und Geologie
Der Name Barro Colorado kommt aus dem Spanischen und bedeutet so viel wie roter Ton. Der Name beschreibt somit Bodenfarbe und Bodenart, die in weiten Teilen der Insel anzutreffen ist.
Der höchste Punkt der Insel liegt 165 m über dem Meeresspiegel bzw. 140 m oberhalb des Gatùnsees. Das Relief weist sanftes Gefälle auf, das nur an wenigen Stellen steiler als 10° ist.
Die wenigen Aufschlüsse, die auf der Insel zu finden sind, liegen meist in Bachbetten. Die Felsformationen datieren bis ins frühe Oligozän. Insgesamt lassen sich drei Formationen auf Barro Colorado differenzieren:
- Bohio
- Andesit
- Caimito (mit vulkanischen und marinen Fazies als Ursprung)

Die Bohio-Felsschicht dient den beiden anderen Formationen als Grundlage und ist auch die älteste der drei (frühes Oligozän).

## Klima
Von Mai bis November erfährt die Insel, wie der Rest Panamas, eine Regenzeit, die ihren Höhepunkt meist im Oktober/November erreicht. Den Rest des Jahres (Dezember bis April) herrscht Trockenzeit.
Die Temperatur schwankt über das Jahr zwischen 21 °C und 32 °C. Die relative Luftfeuchtigkeit schwankte 1926 zwischen 88 % (Juni, Juli, August) und 77 % (Januar, Februar, März).
Nach Köppen liegt die Insel in der Am-Zone (Regenwaldklima trotz einer Trockenzeit).

## Vegetation
Der Wald auf der Insel besteht zur Hälfte aus Primärwald mit einem Alter von ca. 200–400 Jahren. Die andere, dem Panamakanal zugewandte Hälfte besteht aus Sekundärwald, der mit 100 Jahren deutlich jünger ist. Dies wird zurückgeführt auf Rodungen und Landwirtschaft, die dort betrieben wurde, bevor der Gatúnsee aufgestaut wurde.
7 % der 1314 Pflanzenarten auf Barro Colorado haben ihr Verbreitungsgebiet allein in Panama.